# 久留米大學前站
久留米大學前站（日语：／ Kurumedaigakumae eki */?）是位於福岡縣久留米市御井朝妻，屬於九州旅客鐵道（JR九州）久大本線的鐵路車站，屬請願站，建設費由久留米市和久留米大學共同承擔。
特急「由布」上下行各1班停靠此站。

## 車站構造
車站建於被開鑿山坡內，當中站房端的地勢比北端略高，形成了月台部份像是靠山邊而建成，亦造成了月台與站房之間出現高度差距的狀況。

### 站房
設有單層木建站房一座。出入口位於站房最左側。進站後即為售票大堂，設有售票窗口及一部可發售特急列車劵的簡易式自助售票機，售票窗口旁則放置了入閘用的IC卡感應器，左側設有候車長櫈，驗票口則位於右側。通過驗票口後即為候車區域，而出閘用的IC卡感應器及精算機亦設在候車區域內，候車區內亦有一張候車長櫈，並設有無障礙科道及階級前往月台層。此站曾是業務委託車站，並委托其子公司JR九州服務支援負責車站業務。2023年10月隨JR九州重新接管車站業務後，改為直營站。
站房右側為男、女獨立式洗手間，但只能從站外進入，洗手間的右側為大型單車停泊場，設有10個單車停泊區。站外設有一個小型的站前廣場，前方為的士站，而靠向縣道方亦設有巴士站。站房左側設有一條站外跨越路軌的行人天橋，原是通往車站北方的御井朝妻4、5丁目方向，但由於可以完整清楚地看到站內的路軌及月台，所以亦成為了拍攝鐵道照的熱點。

### 月台

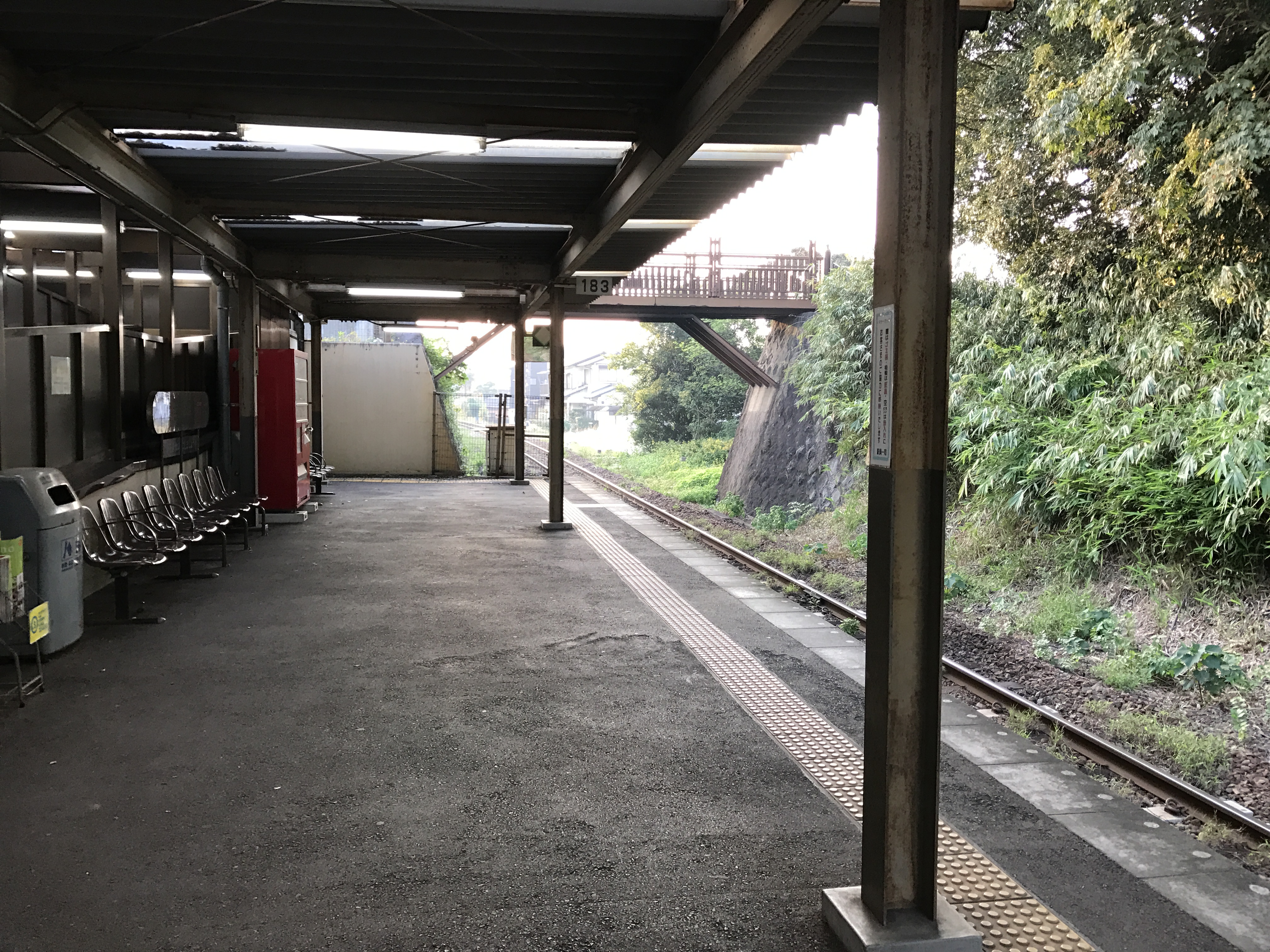
月台(2016年年11月)

只設有側式月台1座，為列車不能交會月台。總長約110米，有效長度為5輛，當中站房背後一端、約50米的月台設有上蓋，其餘位置為露天配置。
列車靠站時，往日田方向為右邊上落；往久留米方向為左側上落。
| 路線      | 上下行 | 方向                                                      |
| --------- | ------ | --------------------------------------------------------- |
| ■久大本線 | 下行   | 善導寺、筑後吉井、浮羽、日田、大分、經■日豐本線往別府方向 |
| ■久大本線 | 上行   | 久留米、經■鹿兒島本線往鳥栖、博多方向                     |

## 歷史
- 1996年：「JR久大本線活性化促進協議會」表示希望於南久留米至御井之間開設｢久留米大学前站｣。
- 2000年3月11日：車站啟用[1]。
- 2012年12月1日：可以使用SUGOCA[2][3]。
- 2023年10月1日：從JR九州服務支援（日语：JR九州サービスサポート）取回委託權，改為直營化[4][5][6]。

## 利用狀況
自JR九州於2016年度起只公佈首300位使用人數最多的車站起，本站因着附近有大量的通學客及民居，每年均能入榜；而在2023年度，本站是繼由布院後，第二最多日均乘客的中途站，也是線內唯二日均乘客數超過1000人的車站。
| 年度 | 1日平均 乘車人次 | 參考資料   |
| ---- | ---------------- | ---------- |
| 2014 | 1,225            | [ 統計 1 ] |
| 2015 | 1,265            | [ 統計 1 ] |
| 2016 | 1,289            | [ 統計 2 ] |
| 2017 | 1,287            | [ 統計 3 ] |
| 2018 | 1,285            | [ 統計 4 ] |
| 2019 | 1,261            | [ 統計 5 ] |
| 2020 | 797              | [ 統計 6 ] |
| 2021 | 1,088            | [ 統計 7 ] |
| 2022 | 1,206            | [ 統計 8 ] |
| 2023 | 1,192            | [ 統計 9 ] |

## 車站周邊
此站位於久留米市中心東邊。站前設有縣道800號通過。而久留米大學御井校園距離車站只需1至2分鐘的步程。車站周邊設有住宅區和學生街，也設有學生宿舍、下宿和學生向商店。除了久留米大學御井校園外，車站附近亦有多間高校，包括久留米市立南筑高等學校、久留米信愛中學·高等學校、久留米信愛女學院短期大學、久留米大學附設中學·高等學校等，這都造就了有不少通學學生使用。

## 相鄰車站
九州旅客鐵道
■久大本線
■觀光特急「金八·一六」、特急「由布院之森」、「由布」2、3、5、6號
通過
■特急「由布」1號
久留米→久留米大學前→筑後吉井
■特急「由布」4號
久留米←久留米大學前←田主丸
■普通
南久留米－久留米大學前－御井

### 統計資料
1. 1 2  久留米市統計書
2. ↑   (PDF). 九州旅客鐵道. 2017-07-31  [2018-05-19]. （原始内容 (PDF)存档于2017-08-01） （日语）.
3. ↑   (PDF). 九州旅客鐵道.   [2019-03-10]. （原始内容 (PDF)存档于2019-07-06） （日语）.
4. ↑   (PDF). 九州旅客鐵道.   [2019-07-27]. （原始内容 (PDF)存档于2019-12-06） （日语）.
5. ↑   (PDF). 九州旅客鐵道.   [2020-09-06]. （原始内容 (PDF)存档于2020-08-24） （日语）.
6. ↑   (PDF). 九州旅客鉄道.   [2021-09-15]. （原始内容存档 (PDF)于2022-02-27）.
7. ↑   (PDF). 九州旅客鉄道.   [2022-08-26]. （原始内容 (PDF)存档于2022-08-26） （日语）.
8. ↑   (PDF).   [2024-12-30]. （原始内容存档 (PDF)于2023-09-06）.
9. ↑  駅別乗車人員上位300駅（2023年度） （页面存档备份，存于），JR九州。

## 外部連結
- JR九州久留米大學前站 （页面存档备份，存于）（日語）